# Субботово (Московская область)
Субботово — деревня в Коломенском районе Московской области. Относится к сельскому поселению Проводниковское. Население — 23 чел. (2010).

## Расположение
Деревня Субботово расположена примерно в 18 км к западу от города Коломны. Вдоль северной окраины деревни проходит Малинское шоссе. В полутора километрах к северо-западу от деревни находится платформа Шубатово Большого кольца МЖД. У восточной окраины деревни Субботово протекает река Осёнка. Ближайшие населённые пункты — деревни Богдановка, Печенцино и Мякинино. В деревне Субботово расположена улица Заречная, а также территории снт «Радость» и снт «Энтузиаст».

## Население
| 2002 | 2006 | 2010 |
| ---- | ---- | ---- |
| 11   | ↗13  | ↗23  |